# 주춧돌

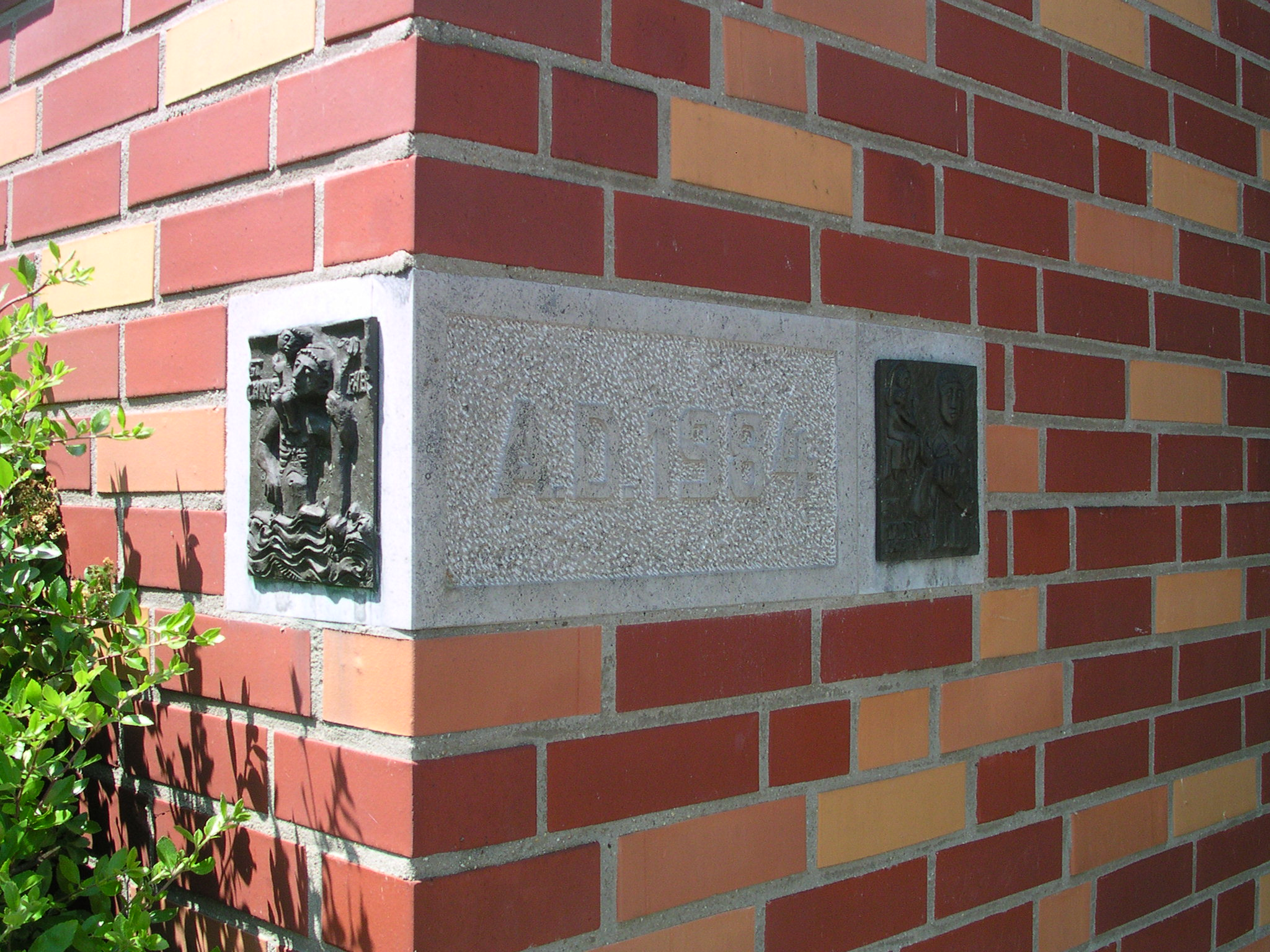

주춧돌, 모퉁잇돌, 코너스톤(영어: cornerstone), 초석(礎石) 또는 주초(柱礎)는 조적조 기초 구조물에 비치하는 첫 돌이다. 다른 모든 돌들은 이 돌을 참고하여 비치되며 전반적인 구조물의 위치를 결정하게 된다.
일부 주춧돌은 특정 건물이 지어진 시기의 타임캡슐이 포함된다.

## 같이 보기
- 결계
- 쐐기돌
- 교두보
- 초크포인트(조임목)
- 지정학